# Bruno Schleinstein
Bruno Schleinstein (Friedrichshain, 2 de junio de 1932 - Berlín, 11 de agosto de 2010) fue un actor alemán autodidacta conocido como Bruno S. 
Hijo indeseado de una prostituta, fue dejado en un orfanato hasta la edad de veinte años, durante los que vivió de manera trashumante en diferentes asilos mentales.
Demostró ciertas habilidades musicales, enseñándose a sí mismo a tocar varios instrumentos musicales como el acordeón, el glockenspiel y el piano. Su vida, siempre al margen de la sociedad dadas sus características psiquiátricas, daría un giro total al ser descubierto por el director alemán Werner Herzog, quien lo incluyó en la película El enigma de Kaspar Hauser (1974) y Stroszek (1976), en las que demostró sus habilidades como actor natural o no profesional. En la primera de ellas, representa a un hombre que aparece de repente en la plaza de la ciudad alemana de Núremberg a principios del siglo XIX. Paradójicamente, el personaje de Kaspar Hauser tiene vínculos comunes con la vida de Bruno S., característica que lo haría famoso por su extraordinaria verosimilitud interpretativa.